# TP d'Or 1987
Els premis TP d'Or 1987 foren entregats el 29 de febrer de 1988 a l'hotel Scala Melià Castilla de Madrid en un actepresentat per Javier Basilio Pérez i Miriam Díaz-Aroca.
| Categoria                       | Programa                           | Persona                            | Resultat   |
| ------------------------------- | ---------------------------------- | ---------------------------------- | ---------- |
| Actor                           | Vísperas                           | Rafael Álvarez                     | Guanyador  |
| Actor                           | Clase media                        | Antonio Ferrandis                  | Nominat    |
| Actor                           | Recuerda cuándo                    | Manuel Galiana                     | Nominat    |
| Actriu                          | Recuerda cuándo                    | Tina Sainz                         | Guanyadora |
| Actriu                          | Clase media                        | Charo López                        | Nominada   |
| Actriu                          | Mercè Sampietro                    | Antonio Ferrandis                  | Nominada   |
| Presentador                     | Por la mañana                      | Jesús Hermida                      | Guanyador  |
| Presentador                     | En familia                         | Iñaki Gabilondo                    | Nominat    |
| Presentador                     | Fin de siglo                       | Pablo Lizcano                      | Nominat    |
| Presentadora                    | Un, dos, tres... responda otra vez | Mayra Gómez Kemp                   | Guanyadora |
| Presentadora                    | Debate                             | Victoria Prego                     | Nominada   |
| Presentadora                    | Telediario                         | Rosa María Mateo Isasi             | Nominada   |
| Personatge més popular          | Un, dos, tres... responda otra vez | Dúo Sacapuntas                     | Guanyador  |
| Personatge més popular          | Por la mañana                      | Javier Basilio Pérez               | Nominada   |
| Personatge més popular          | La bola de cristal                 | Javier Gurruchaga                  | Nominada   |
| Sèrie Nacional                  | Lorca, muerte de un poeta          | Lorca, muerte de un poeta          | Guanyadora |
| Sèrie Nacional                  | Clase media                        | Clase media                        | Nominada   |
| Sèrie Nacional                  | Vísperas                           | Vísperas                           | Nominada   |
| Sèrie Estrangera                | Hill Street Blues                  | Hill Street Blues                  | Guanyadora |
| Sèrie Estrangera                | Falcon Crest                       | Falcon Crest                       | Nominada   |
| Sèrie Estrangera                | The Cosby Show                     | The Cosby Show                     | Nominada   |
| Informatius i d'actualitat      | Informe semanal                    | Informe semanal                    | Guanyadora |
| Informatius i d'actualitat      | Los marginados                     | Los marginados                     | Nominada   |
| Informatius i d'actualitat      | Debate                             | Debate                             | Nominada   |
| Divulgatiu i cultural           | Más vale prevenir                  | Más vale prevenir                  | Guanyadora |
| Divulgatiu i cultural           | En familia                         | En familia                         | Nominada   |
| Divulgatiu i cultural           | El cuerpo humano                   | El cuerpo humano                   | Nominada   |
| Infantil i juvenil              | A media tarde                      | A media tarde                      | Guanyadora |
| Infantil i juvenil              | La bola de cristal                 | La bola de cristal                 | Nominada   |
| Infantil i juvenil              | La llamada de los gnomos           | La llamada de los gnomos           | Nominada   |
| Entreteniment                   | Un, dos, tres... responda otra vez | Un, dos, tres... responda otra vez | Guanyadora |
| Entreteniment                   | Por la mañana                      | Por la mañana                      | Nominada   |
| Entreteniment                   | Si lo sé no vengo                  | Si lo sé no vengo                  | Nominada   |
| Director català                 | Filiprim                           | Josep Maria Bachs                  | Guanyador  |
| Personatge més popular català   | Filiprim                           | Jaume Sorribas                     | Guanyador  |
| Presentador catalana            | Salvador Alsius                    | Salvador Alsius                    | Guanyador  |
| Presentadora catalana           | Àngels Barceló                     | Àngels Barceló                     | Guanyadora |
| Programa d'entreteniment català | Filiprim                           | Filiprim                           | Guanyador  |